# Monument classé (Royaume-Uni)
Pour les articles homonymes, voir Monument historique.

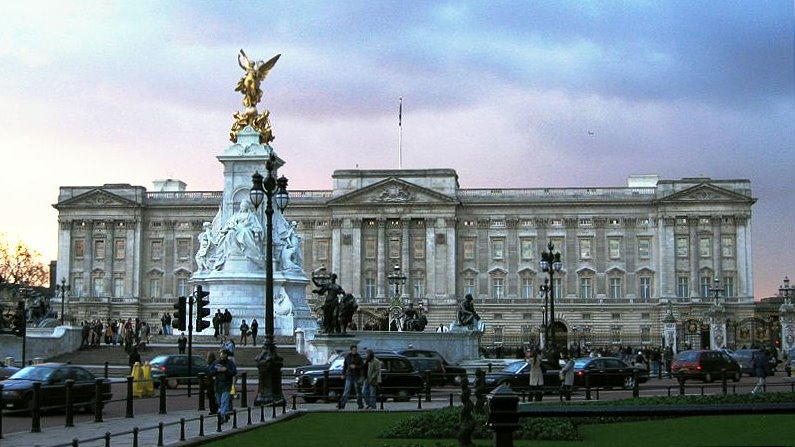
Le palais de Buckingham est un monument classé de Grade I, c'est-à-dire un édifice d'un intérêt exceptionnel.

Au Royaume-Uni, le terme listed building (littéralement « monument classé ») désigne un édifice reconnu et protégé pour son aspect historique, architectural ou culturel exceptionnel. Un listed building (ci-après nommé « monument classé ») ne doit pas être démoli, agrandi ou altéré sans une permission spéciale des autorités locales compétentes en matière d'urbanisme (qui dépendent d'instances nationales et s'y rapportent pour fonder leur décision). Les propriétaires d'édifices classés sont, dans certaines circonstances, appelés à maintenir ou réparer le bâtiment, et risquent une condamnation pénale s'il ne le font pas ou s'ils procèdent à des rénovations et travaux divers sans autorisation expresse. En raison de ces contraintes une fois un lieu protégé, la loi autorise les propriétaires à s'opposer à ce que leur bien soit classé.
Bien que la plupart des monuments apparaissant sur la liste des monuments classés soient des ponts, des bâtiments, des sculptures, des bornes routières peuvent aussi y figurer. Des structures très anciennes (Stonehenge par exemple) ne peuvent y apparaitre, mais elles sont protégées par une autre législation (Ancient Monuments and Archaeological Areas Act 1979 (en) et National Heritage Act 1983 (en)) et classées en tant que scheduled monuments. De la même manière, les paysages, les parcs, les forêts sont également protégés, mais par d'autres moyens.

## Une différence dans le classement selon les pays du Royaume-Uni

### Angleterre et pays de Galles

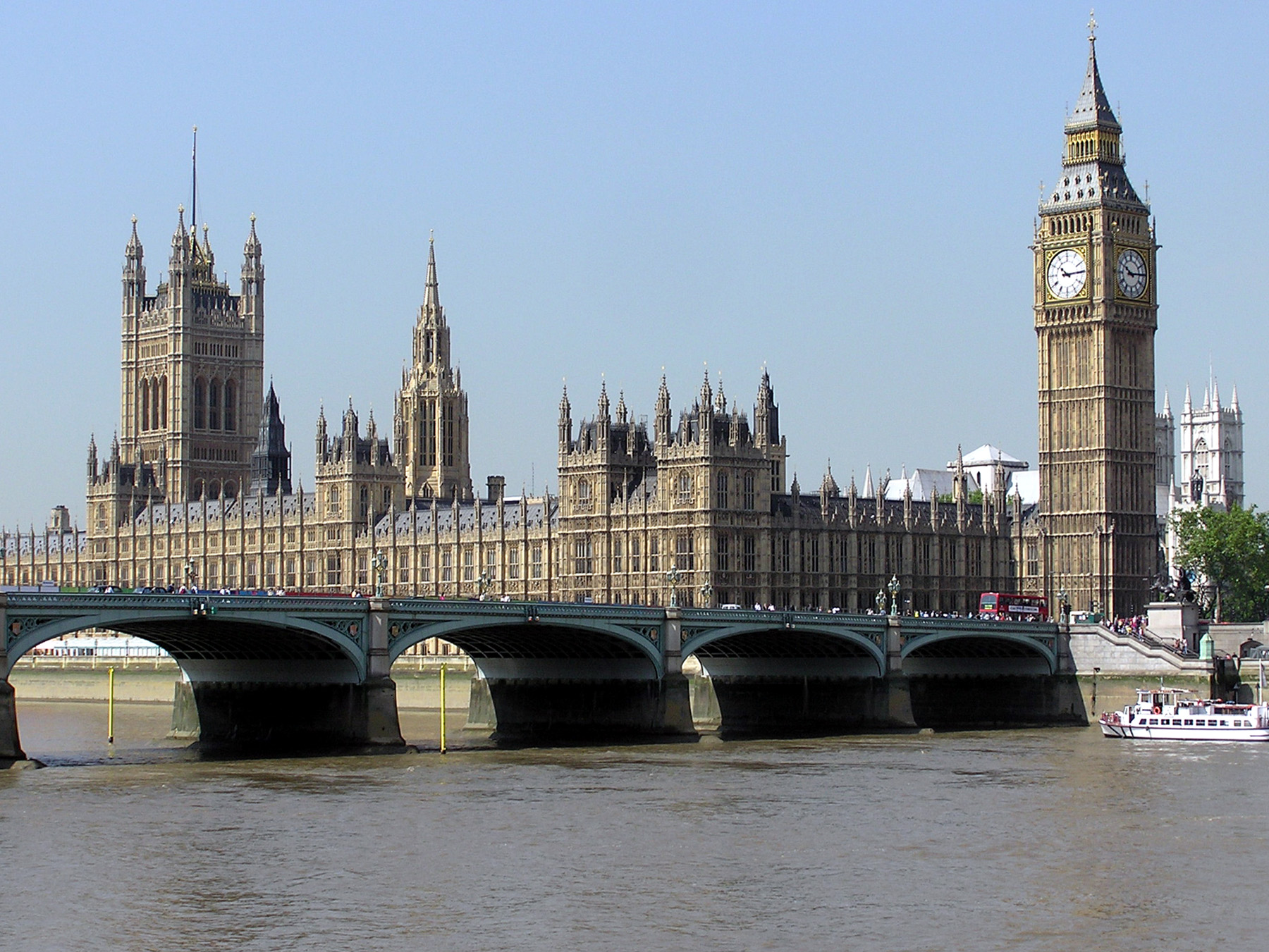
Le palais de Westminster, à Londres, est classé Grade I.

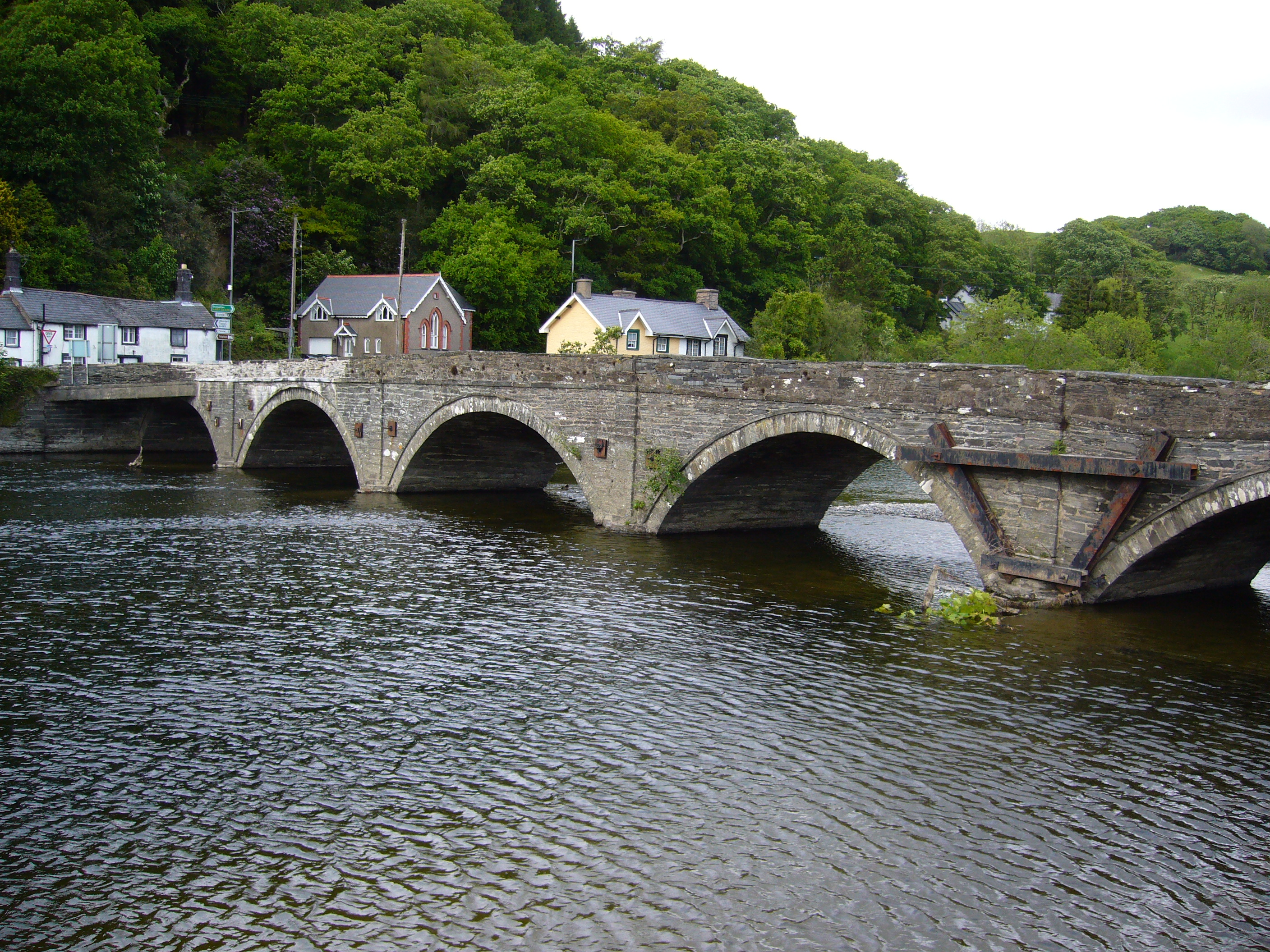
Le pont ar Dyfi, au pays de Galles, est classé Grade II*.

En Angleterre et au pays de Galles, la norme qui régit la protection des monuments est le Planning (Listed Buildings and Conservation Areas) Act 1990. English Heritage, chargé d'administrer ce classement, et dépend du Department for Culture, Media & Sport (Département de la Culture, des Médias et du Sport) pour l'Angleterre et de Cadw pour le pays de Galles. Les monuments classés risquant un état de délabrement sont classés sur le registre des édifices à risque de l'English Heritage.
Le classement se fait comme suit, par ordre décroissant d' "importance" et de difficulté à obtenir une autorisation de travaux :
- Grade I : Édifices d'un intérêt exceptionnel ;
- Grade II* : Édifices particulièrement importants ou d'un intérêt spécial ;
- Grade II : Édifices d'intérêt spécial.

En février 2013, la liste comporte approximativement 374 000 entrées, dont 92 % Grade II, 5,5 % Grade II* et 2,5 % Grade I. Le nombre global d'édifices classés serait de l'ordre de 500 000,[source insuffisante], une entrée de la liste pouvant comprendre plusieurs bâtiments.
La politique générale du gouvernement, en matière de protection d'édifices importants, est de classer tous les monuments antérieurs à 1700 et la plupart des monuments de la période 1700-1840. Au-delà, la sélection est beaucoup plus stricte pour l'ère victorienne ou le XXe siècle. Des monuments de moins de 30 ans sont rarement classés et ceux de moins de dix ans ne le sont jamais.
Bien qu'un classement puisse être obtenu au regard de l'intérêt particulier d'une partie seulement d'un édifice, une fois attribué, le classement viendra protéger l'intégralité du bâtiment.
Le déclassement est théoriquement possible, bien que rare dans les faits. Toutefois, il existe des cas, dont celui de North Corporation Primary School, à Liverpool, qui fut déclassée le 30 octobre 2001.

### Irlande du Nord
En Irlande du Nord, les monuments classés sont administrés par l'Environment and Heritage Service, selon les pouvoirs qui lui ont été attribués par l'article 42 de la Loi sur l'urbanisme de 1991 (Planning (Northern Ireland) Order 1991).
Le classement se fait comme suit :
- Grade A : Édifices d'importance nationale et exemples supérieurs d'un type spécifique ;
- Grade B+ : Édifices d'importance régionale ou édifices importants qui aurait pu faire partie du Grade A, s'ils n'avaient pas été restaurés ou de moindre qualité ;
- Grade B1 : Édifices d'importance locale et bons exemples d'un certain type ;
- Grade B2 : Édifices d'importance locale et bons exemples d'un certain type, mais de moindre qualité que ceux du Grade B1.

### Écosse
En Écosse, une législation similaire s'applique : le Town and Country Planning (Listed Buildings and Conservation Areas) (Scotland) Act 1997.
En coordination avec d'autres autorités qualifiées en matière d'urbanisme, le  gouvernement et le parlement écossais sont compétents en ce qui concerne la préservation, la protection des édifices du pays tandis que Historic Scotland, l'agence écossaise des Monuments historiques, a pour but de sauvegarder l'héritage de la nation écossaise et de favoriser sa compréhension et sa sauvegarde.
Le schéma de classification des édifices est largement similaire à ses équivalents des autres pays du Royaume-Uni :
- Catégorie A : Édifices d'importance nationale ou internationale et exemples importants d'un type spécifique[6] ;
- Catégorie B : Édifices d'importance régionale et exemples notables d'un type spécifique[6] ;
- Catégorie C : Édifices d'importance locale et moindres exemples d'un type spécifique[6].

On dénombre environ 47 400 monuments classés en Écosse. Parmi ceux-ci, environ 8 % (3 800) sont en catégorie A et 51 % (24 000) en catégorie B, le reste étant en catégorie C.

#### Exemples de bâtiments classés en catégorie A
- Pont de Craigellachie, Moray[9]
- Glasgow City Chambers, Glasgow[10]
- Palais de Holyrood, Édimbourg[11]
- Jardin de Ravelston, Édimbourg[12]

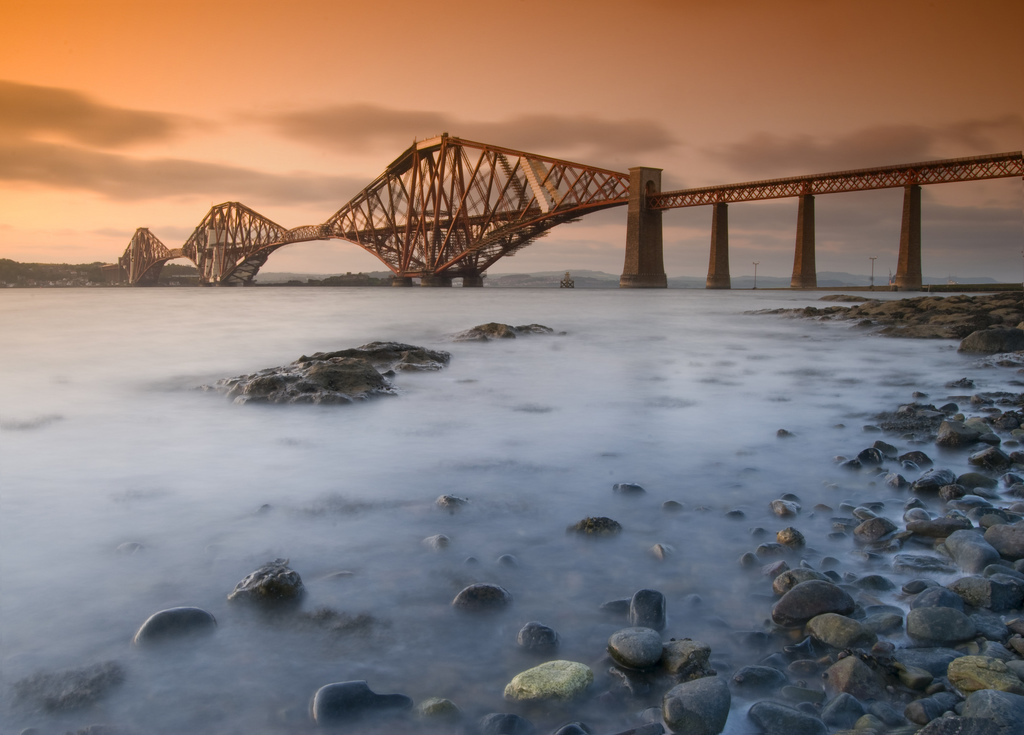
Le pont du Forth, monument classé de catégorie A.

- Hôtel The Principal Edinburgh George Street, Édimbourg[13]
- Shire Hall, Monmouth, pays de Galles[14].

#### Exemples de bâtiments classés en catégorie B
- Harbourmaster's House, Dysart, Fife[15]
- National War Museum of Scotland, within Edinburgh Castle[16]
- Sabhal Mòr Ostaig, Isle of Skye[17]

#### Exemples de bâtiments classés en catégorie C
- Cathédrale Saint-Jean-le-Divin d'Oban, Argyll[18]
- The Belmont Picturehouse, Aberdeen[19]
- Château de Craigend, East Dunbartonshire[20]

## Monuments classés célèbres du Royaume-Uni

### Grade I
Parmi les monuments classés de Grade I, on trouve notamment :
- Aston Hall, Birmingham ;
- Birmingham Town Hall (mairie de Birmingham) ;
- Salle de lecture du British Museum ;
- Palais de Buckingham ;
- Palais de Westminster ;
- Hatfield Palace ;
- Royal Festival Hall ;
- Abbaye Notre-Dame de Quarr  ;
- Château de Windsor ;
- Château d'Arundel ;
- Les gares voisines de Saint-Pancras et King's Cross ;
- Royal Holloway, Université de Londres (Founders building) ;
- Cathédrale de Canterbury ;
- Prieuré de Leez ;
- Philharmonic Dining Rooms, le « pub des Beatles » à Liverpool ;
- La majorité des collèges des universités d'Oxford et de Cambridge ;
- Église Saint-Jean-de-Jérusalem de Winkburn dans le Nottinghamshire ;
- St Martin-on-the-Hill ;
- Église St Stephen de Bristol ;
- Sawston Hall, manoir Tudor dans le Cambridgeshire.

### Grade II*

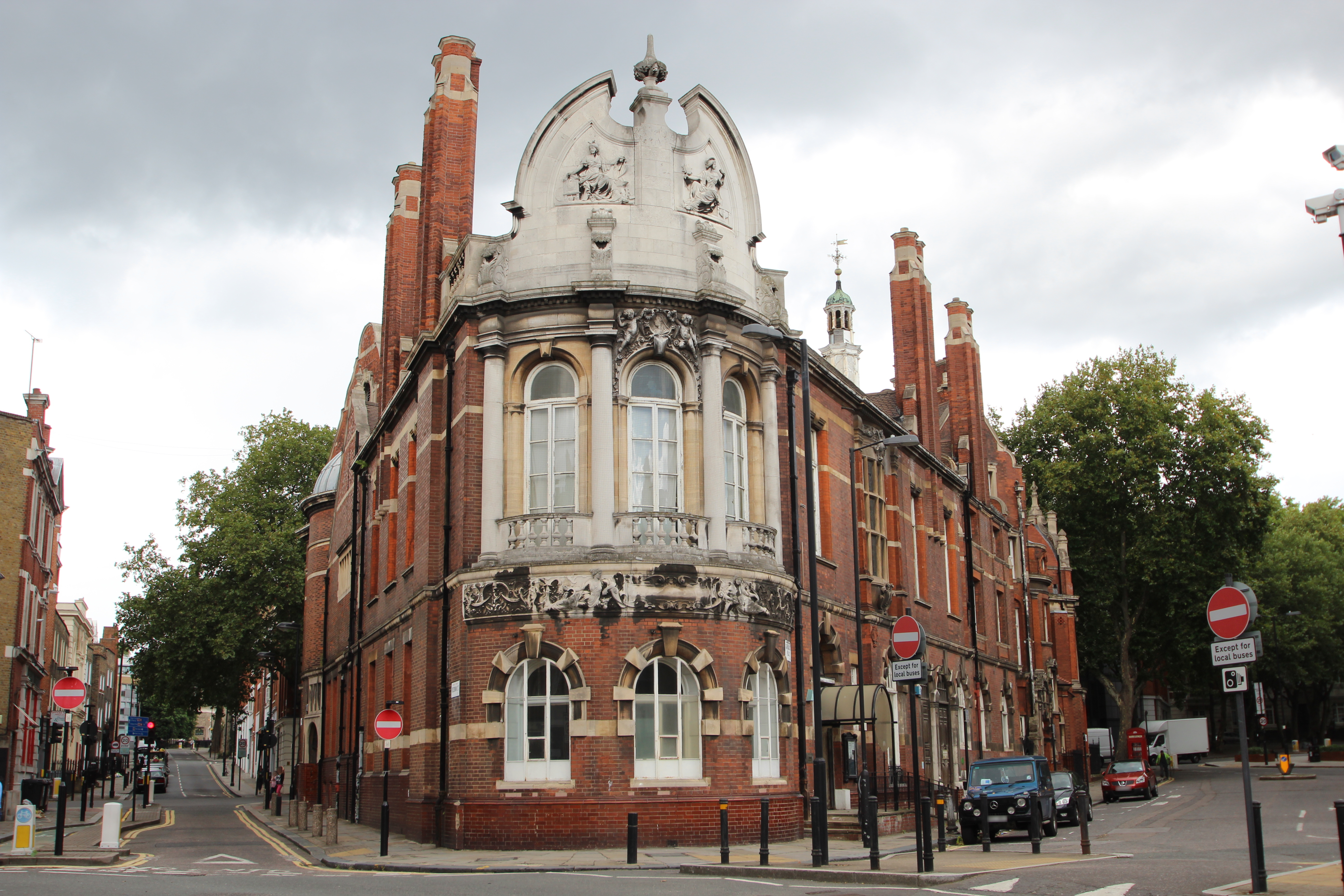
Ancien hôtel de ville de Finsbury (Londres), classé Grade II*.

Parmi les monuments classés de Grade II*, on trouve notamment :
- Musée juif de Manchester ;
- 10 Trinity Square, Londres ;
- 62 Castle Street, Liverpool ;
- Broadcasting House (siège de la BBC, à Londres) ;
- Trellick Tower, Londres ;
- Le pavillon des éléphants et des rhinocéros du Zoo de Londres (London Zoo) ;
- William Brown Library, Liverpool ;
- 22 Parkside, Wimbledon.

### Grade II

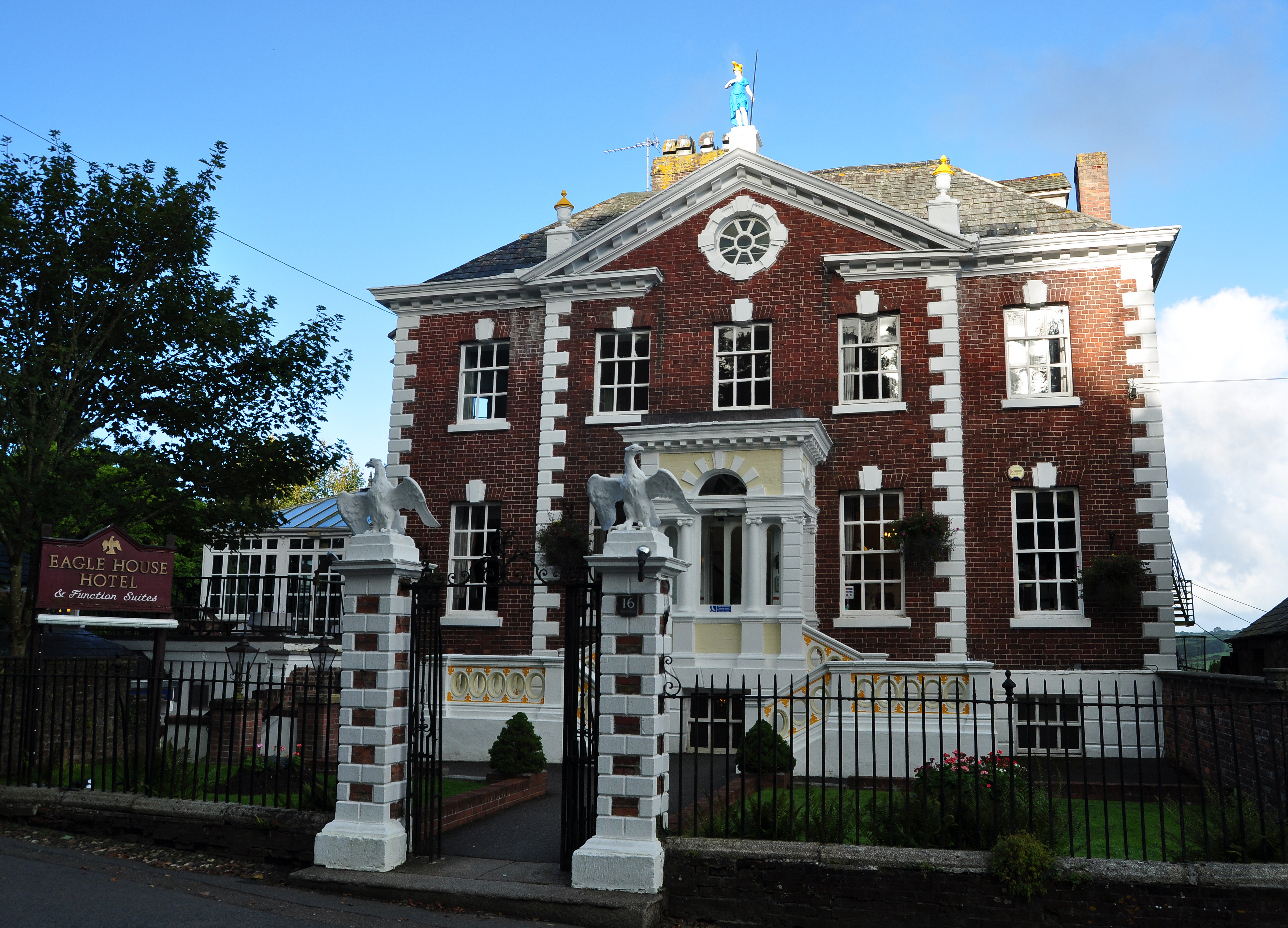
L'Eagle House Hotel à Launceston, classé Grade II.

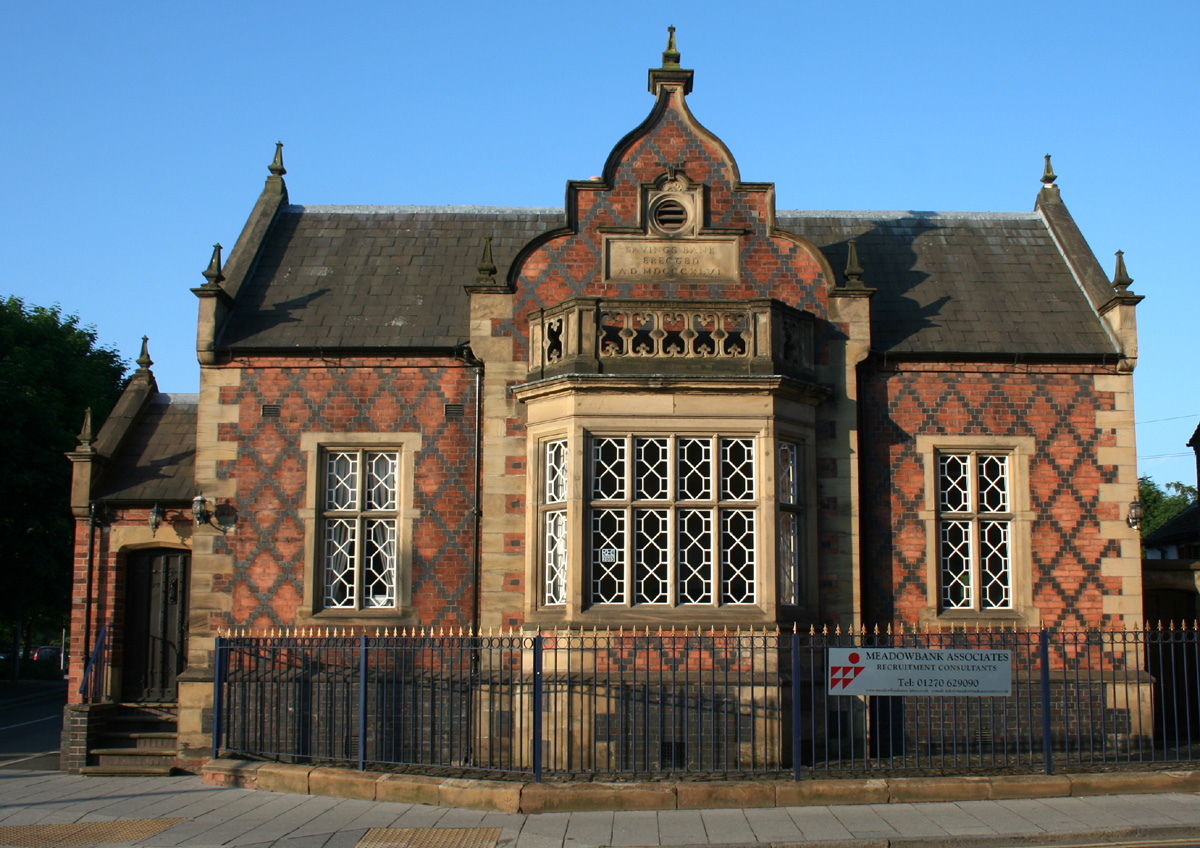
39 Welsh Row, Nantwich, classé Grade II.

Parmi les monuments classés de Grade II, on trouve notamment :
- BT Tower ;
- Centre Point ;
- Whitechapel Bell Foundry ;
- Quarry Bank Mill ;
- Studios Abbey Road ;
- Fulham Fire Station ;
- Fulham Town Hall ;
- Synagogue de Hampstead.

### Classement varié
- De nombreuses cabines téléphoniques rouges caractéristiques du pays.
- En 2002, 80 digues/jetées d'Angleterre ont été classées.
- De 2014 à 2018, pour marquer le centenaire de la Première guerre mondiale, de nombreux monuments aux morts d'Angleterre ont été classés.